# Tettigidea empedonepia
Tettigidea empedonepia is een rechtvleugelig insect uit de familie doornsprinkhanen (Tetrigidae). De wetenschappelijke naam van deze soort is voor het eerst geldig gepubliceerd in 1937 door Hubbell.
1. ↑  (en) Tettigidea empedonepia op de IUCN Red List of Threatened Species.